# Rio Bârlui
O Rio Bârlui é um rio da Romênia afluente do Rio Olteţ, localizado no distrito de Olt.